# Бонаноми, Роберта
Роберта Бонаноми (итал. Roberta Bonanomi, род. 15 октября 1966, Сотто-иль-Монте-Джованни-XXIII, Ломбардия) — итальянская профессиональная велогонщица, выступавшая с начала 1980-х до начала 2000-х годов.

## Карьера
Первый успех в карьере Роберты Бонаноми пришел в 1987 году, когда вместе с Франческой Галли, Имельдой Кьяппой и Моникой Бандини она завоевала бронзовую медаль в командной гонке на чемпионате мира в Филлахе.
В 1988 году Роберта Бонаноми стала чемпионкой мира в командной гонке вместе с Марией Канинс, Моникой Бандини и Франческой Галли.
В следующем году она выиграла Джиро д’Италия Донне и Постджиро, а итальянская команда заняла второе место на чемпионате мира в том же составе, что и в предыдущем году.
В 1993 году она вместе с Алессандрой Каппеллотто, Микелой Фанини и Фабианой Луперини заняла третье место в командной гонке на чемпионате мира по шоссейному велоспорту.
В 1994 году Бонаноми заняла второе место на Джиро дель Трентино-Альто-Адидже — Южный Тироль.
В 1995 году она заняла второе место на Чемпионате Италии в индивидуальной гонке, третье место на Джиро д’Италия Донне, второе место на Джиро дель Трентино-Альто-Адидже — Южный Тироль и второе место на Masters Féminin.
С 1984 по 2000 год Роберта Бонаноми пять раз участвовала в Олимпийских играх, но ни разу не смогла занять место в числе призёров.

## Достижения
1986
Гран-при Бриссаго — Лаго-Маджоре
1987
 Чемпионат мира — командная гонка (с Моникой Бандини, Имельдой Кьяппа и Франческой Галли)
4-й этап Тур де Франс Фамм
3-я на Хроно Наций
1988
 Чемпионат мира — командная гонка (с Моникой Бандини, Марией Канинс и Франческой Галли)
1989
Джиро д’Италия Донне
Постджиро:
Генеральная классификация
5-й этап
 Чемпионат мира — командная гонка (с Моникой Бандини, Марией Канинс и Франческой Галли)
1990
Джиро дель Фриули
Гран-при Кьяссо
1991
 Чемпионат Италии — индивидуальная гонка
2-й этап Вуэльты Кубы
3-я на Женский Тур ЕЭС
1992
3-я на Чемпионате Италии — индивидуальная гонка
3-я на Женский Тур ЕЭС
1993
 Чемпионат мира — командная гонка (с Алессандрой Каппеллотто, Микелой Фанини и Фабианой Луперини)
1994
2-я на Джиро дель Трентино-Альто-Адидже — Южный Тироль
1995
Grand Prix Primavera
13-й этап Гранд Букль феминин
13-й этап Masters Féminin
2-я на Джиро дель Трентино-Альто-Адидже — Южный Тироль
2-я на Джиро ди Тоскана — Мемориал Микелы Фанини
3-я на Джиро Донне
1996
14-й этап Гранд Букль феминин
1997
4-й этап Гранд Букль феминин
4-й этап Джиро дель Трентино-Альто-Адидже — Южный Тироль
1999
Нью Зиланд Ворлд Кап
2000
5-й этап Джиро Донне

### Статистика выступления наГранд-турах
| Гонка / Год          | 1986           | 1987           | 1988           | 1989           | 1990           | 1991           | 1992 | 1993 | 1994           | 1995           | 1996           | 1997           | 1998           | 1999           | 2000           | 2001           | 2002           |
| -------------------- | -------------- | -------------- | -------------- | -------------- | -------------- | -------------- | ---- | ---- | -------------- | -------------- | -------------- | -------------- | -------------- | -------------- | -------------- | -------------- | -------------- |
| Женский Тур де Франс | —              | —              | —              | —              | —              | 3              | 3    | —    | не проводилась | не проводилась | не проводилась | не проводилась | не проводилась | не проводилась | не проводилась | не проводилась | не проводилась |
| Гранд Букль феминин  | не проводилась | не проводилась | не проводилась | не проводилась | не проводилась | не проводилась | 28   | 11   | —              | 15             | 9              | 13             | 14             | 17             | 20             | 10             | —              |
| Тур де л'Од феминин  | 7              | —              | 15             | —              | —              | —              | —    | 19   | —              | —              | —              | —              | 10             | —              | —              | —              | DNF            |
| Джиро Роза           | не проводилась | не проводилась | 4              | 1              | 7              | —              | —    | 8    | 30             | 3              | 13             | 10             | 11             | 13             | 12             | 19             | 25             |

## Рейтинги
| Год               | 1999 |
| ----------------- | ---- |
| Мировой кубок UCI | 6-й  |
|                   |      |
| Источник: UCI     |      |